# Імперія (кінопремія)
«Імперія» (англ. Empire Awards) — щорічна британська престижна нагорода у кінематографі та щорічний приз із багатьма номінаціями. З 1996 року переможці обираються британським щомісячним журналом про кіномистецтво — «Empire», за результатами опитування читачів.
Починаючи з 14-ї церемонії премії спонсоруються Jameson Irish Whiskey, тому нагорода офіційно називається «Джеймсон Імперія». Остання 23-тя церемонія відбулася 18 березня 2018 року в Лондоні, Велика Британія.

## Номінації

### Категорії премії «Імперія» станом на 2014
- Премія «Імперія» найкращому акторові[en]: з 1996 дотепер
- Премія «Імперія» найкращій акторці[en]: з 1996 дотепер
- Премія «Імперія» найкращому акторові другого плану: 2014
- Премія «Імперія» найкращій акторці другого плану: 2014
- Премія «Імперія» за найкращу режисуру[en]: з 1996 дотепер
- Премія «Імперія» найкращому акторові новачкові: з 2012 дотепер
- Премія «Імперія» найкращій акторці новачці: з 2012 дотепер
- Премія «Імперія» за найкращий фільм[en]: з 1996 дотепер
- Премія «Імперія» за найкращий британський фільм: з 1996 дотепер
У 2002 році знана як Sky Movies Найкращий британський фільм
- Премія «Імперія» за найкращий комедійний фільм: з 2006 дотепер
- Премія «Імперія» за найкращий фільм жахів: з 2006 дотепер
- Премія «Імперія» за найкращий науково фантастичний / фентезі фільм: з 2006 дотепер
У 2009 знана як Найкращий науково-фантастичний / Superhero
- Премія «Імперія» за найкращий трилер: з 2006 дотепер

### Скасовані нагороди
- Найкращий британський актор: з 1996 по 2005
- Найкраща британська акторка: з 1996 по 2005
- Найкращий британський режисер: з 1997 по 2001; 2005
- Найкращий початківець: з 1996 по 2011
З 1996 по 2002 знана як Найкращий дебют
- Місце дії року: 2003 2007
З 2003 по 2007 знана як Sony Ericsson Сцена року
У 2007 знана як Сцена Року
- Найкраща звукова доріжка: 2008 та 2009
У 2008 знана як Sony Ericsson Soundtrack Award;
- Мистецтво 3D: 2012 та 2013

### Почесні премії «Імперія»

#### Почесні премії «Імперія» станом на 2014
- Натхнення премії «Імперія»: 1997; з 1999 до 2002; з 2004 до 2006; 2008; з 2010 дотепер
- Зразок премії «Імперія»: 2006; з 2008 до 2011; 2014
- Кіногерой премії «Імперія»: з 2010 дотепер

#### Скасовані Почесні премії «Імперія»
- Премія за внесок до кіномистецтва: тільки у 2000
- Премія за видатний внесок до британського кіномистецтва: 2005, 2006; Видатний внесок до британського кіно: з 2008 до 2010; Видатний внесок: тільки 2013
- Премія за незалежний дух: з 2002 до 2005
- Премія за вислугу: з 1996 до 2003; 2006; Премія за досягнення в кар'єрі: тільки 2004
- Премія за фільм шедевр: з 1999 до 2000
- Премія за легенду: 2012, 2013

#### Спеціальні Почесні премії «Імперія»
- Премія Актор сучасності: тільки 2009
- Премія Герой дії нашого життя: тільки 2014
- Премія Легенда сучасності: тільки 2014
- Премія Зразок десятиліття: тільки 2005
- Премія за вклад Гіта Леджера: тільки 2009